# Hans Olsson (piragüista)
Hans Olsson (Västra Frölunda, 18 de diciembre de 1964) es un deportista sueco que compitió en piragüismo en la modalidad de aguas tranquilas. Ganó dos medallas de bronce en el Campeonato Mundial de Piragüismo: en los años 1990 y 1991, ambas en la prueba de K4 10 000 m.

## Palmarés internacional
| Campeonato Mundial | Campeonato Mundial | Campeonato Mundial | Campeonato Mundial |
| Año                | Lugar              | Medalla            | Competición        |
| ------------------ | ------------------ | ------------------ | ------------------ |
| 1990               | Poznań (Polonia)   | Medalla de bronce  | K4 10 000 m        |
| 1991               | París (Francia)    | Medalla de bronce  | K4 10 000 m        |